# مقاطعة يونيون (أوريغون)
مقاطعة يونيون (بالإنجليزية: Union County)‏ هي إحدى مقاطعات ولاية أوريغون في الولايات المتحدة الأمريكية.